# Ophrys kelleri
Ophrys kelleri är en orkidéart som beskrevs av Masters John Godfery. Ophrys kelleri ingår i ofryssläktet, och familjen orkidéer. Inga underarter finns listade i Catalogue of Life.